# Parakanmulya
Parakanmulya is een bestuurslaag in het regentschap Karawang van de provincie West-Java, Indonesië. Parakanmulya telt 3275 inwoners (volkstelling 2010).